# Amblyiulus cyprius
Amblyiulus cyprius är en mångfotingart som först beskrevs av Henri W. Brölemann 1896.  Amblyiulus cyprius ingår i släktet Amblyiulus och familjen kejsardubbelfotingar. Inga underarter finns listade i Catalogue of Life.